# Informationssamhälle
Informationssamhället (även kallat IT-samhället) betyder att människans hantering av information i hög grad ersätter, mycket fysiskt arbete. Besläktade uttryck är IT-samhället, Kunskapssamhället, Kommunikationssamhället och det äldre Postindustriella samhället. Informationssamhället var ett begrepp som började användas i västvärlden på 1980-talet i och med persondatorernas intåg i hemmen. Det fick sitt genomslag på 1990-talet när Internet fick en allt större spridning och genom att massmediernas makt i samhället ansågs ha blivit större.

## Bakgrund och utveckling
Västvärlden anses sedan 1990-talet enligt många bedömare befinna sig i en omvandlingsprocess som är lika viktig som en gång den Industriella revolutionen var. Det är den moderna informationsteknologin och ett alltmer multifunktionellt Internet som är orsaken till "Informations- och kommunikationsrevolutionen". Enligt flera uppskattningar kommer endast tio procent av de sysselsatta i Sverige att arbeta med varuproduktion år 2010. Andelen som ägnar sig åt skog och jordbruk kommer att uppgå till mindre än 0,5 procent. De övriga 90 procenten kommer att arbeta inom servicesamhället eller tjänstesektorn, och inom denna sektor kommer informations- och kommunikationsrelaterade yrken som utbildning, underhållning, information och media att spela en allt större roll.
Det som möjliggör detta är att livsmedels- och varuproduktionen i allt högre grad blivit automatiserad och därför kräver allt färre människor som är sysselsatta inom dessa områden. Följaktligen söker sig alltfler människor till yrken som har att göra med information och kommunikation, och nya utbildningar inom dessa områden – både när det gäller tekniken (informatik) och arbeten som handlar om relationer till grupper av människor – har utvecklats vid våra universitet och högskolor. Definitionsmässigt är information ett enkelriktat budskap medan kommunikation förutsätter att "sändare" och "mottagare" interagerar eller kommunicerar (informationen går åt båda hållen, interaktivitet). Massmedier och mediabaserad underhållning väntas liksom Internet få allt större inslag av interaktivitet.

## Nuläget
Medan vissa debattörer hävdar att informationssamhället ersatt det kapitalistiska samhället, menar andra (främst marxister)[källa behövs] att det kapitalistiska samhället endast inträtt i en ny fas. Det som produceras är utbildning, underhållning, nyheter, spel och andra tjänster, och det är fortfarande ägarna till de företag som producerar detta som har den ekonomiska makten i samhället.
En problematik som oftare lyfts fram, i Sverige liksom i andra tekniskt utvecklade länder, pekar på att forskningen visar att tillgången till och förmågan att utnyttja modern informationsteknik skiljer sig mellan olika samhällsgrupper i ett land i minst lika stor utsträckning som mellan olika utvecklade länder på informationsområdet. Grupper i samhället, som har svårare att utnyttja den nya tekniken, riskerar att ställas utanför informationssamhället. Regeringar och organisationer försöker få en samlad bild av hur allvarlig den s.k. digitala klyftan är. I Sverige finns myndigheten Statens institut för kommunikationsanalys, SIKA, som bl.a. har till uppgift att bevaka, undersöka och analysera vad olika aktörer har gjort och vilken forskning som bedrivs på området.